# Dun im Loch an Duin

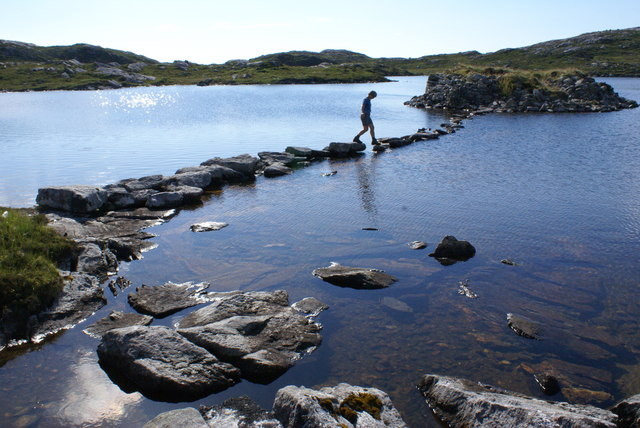
Dun im Loch an Duin

Das Dun im Loch an Duin ist ein Dun auf der Hebriden-Insel Taransay in Schottland. Es hat eine bizarre Form und ist im Gegensatz zu den meist ausschließlich runden oder ovalen (selten auch D-förmigen Castle Haven) Anlagen dieses Typs trapezoid bzw. relativ quadratisch, mit Längen von etwa 12,0 × 12,0 m. Es liegt auf einer kleinen Insel im See Loch an Duin. Die Wände aus Trockenmauerwerk sind etwa drei Meter dick und umschließen einen rechteckigen, offenen Raum von nur etwa 21 m². Die Annäherung an die Insel mit dem Dun (im Schottisch-Gälischen Dùn) kann über Trittsteine erfolgen. 
Die Liste der Bodendenkmale der Royal Commission on Ancient and Historical Monuments of Scotland (RCAHMS) weist für Schottland insgesamt 814 Duns aus. Etwa ein Viertel (202) ist auf den Western Isles konzentriert. Der Begriff wird in Schottland gebraucht, um verschiedenartige steinernen Einhegungen (Atlantic Roundhouses wie Dun Ban, Brochs oder Wheelhouses) zu beschreiben, die von der zweiten Hälfte des 1. Jahrtausends v. Chr. bis zur zweiten Hälfte des 1. Jahrtausends n. Chr. gebaut und genutzt wurden. Duns oder Brochs mit dem Präfix Dun auf Inseln sind in Schottland keine Seltenheit (Dun an Sticir auf North Uist).
Auf der Dingle-Halbinsel in Irland gibt es unter „Loch a’ Dúin“ (praktisch demselben Namen) eine ähnliche Konstellation, bei der allerdings ein Crannóg im See liegt.
Die Anlage ist als Scheduled Monument geschützt.